# لمانت (ایلینوی)
لمانت (به انگلیسی: Lemont) یک روستا در ایالات متحده آمریکا است که در ایلینوی واقع شده‌است. لمانت ۲۲٫۲۱ کیلومتر مربع مساحت و ۱۶٬۰۰۰ نفر جمعیت دارد.